# Reparacija
Reparacija je izraz koji najčešće označava ratnu odštetu koju poražena strana plaća pobjedniku kao naknadu za u ratu utrošena sredstva ili uništenu infrastrukturu ako je rat vođen na teritoriju pobjednika. Izraz se u pravilu odnosi na materijalna sredstva, a ne na poraženoj strani oduzeti teritorij.